# Portugal na Segunda Guerra Mundial
Ao contrário do ocorrido durante a Primeira Guerra Mundial, Portugal durante a Segunda Guerra Mundial manteve uma política de neutralidade entre 1939 e 1944. A quando do começo da guerra, a 1 de Setembro de 1939, Portugal garantiu a continuação da Aliança Anglo-Portuguesa, mas como os britânicos não requisitaram apoio português, o país manteve-se neutro. A partir de 1944, a neutralidade portuguesa tornara-se em não beligerância, quando um acordo militar com os Estados Unidos abriu portas para uma base militar nos Açores para os Aliados. Mesmo em neutralidade, Portugal esteve envolvido em várias atividades durante o conflito, como na venda de materiais importantes para a indústria de guerra e a passagem de judeus e outros refugiados para outros países.  

## Portugal antes da guerra
Muito antes do início da segunda guerra mundial, Salazar deixou claras as diferenças ideológicas em relação às potencias do Eixo. Embora Salazar reconhecesse a sua admiração pelo Duce Italiano, Benito Mussolini - de quem conservava uma fotografia na sua secretária - esclareceu, como católico, que o Estado Novo obedecia a limitações de ordem moral que tornavam as leis portuguesas menos severas, os costumes menos policiados e o estado menos absoluto. Segundo Salazar, a violência fascista não se adaptava à brandura de costumes portugueses. Salazar distanciou-se daquilo que chamou de "cesarismo pagão" e apelidou Mussolini de oportunista, produto de um país de césares e Maquiavel.
Quanto a Hitler, Salazar, como católico, reprovava o seu paganismo e receava os seus impulsos imperialistas e de expansão territorial. Em 1934, num discurso oficial, afirmou que "Portugal não se fez ou unificou nos tempos modernos nem tomou a sua forma com o ideal pagão e anti-humano de deificar uma raça ou um império." Quando questionado, por António Ferro, sobre a sua visão de Hitler, respondeu: "A Europa deve-lhe o grande serviço de ter recuado, com assombrosa energia e com empolgantes músculos, as fronteiras do comunismo. Receio apenas que ele vá longe de mais no campo económico e social." Conversando com um diplomata romeno, que considerava Hitler um "selvagem sem cultura," Salazar discordou: "deitei água na fervura, apesar de tudo, Hitler era um génio político, tendo realizado uma obra colossal." Contudo, nos discursos que proferiu, procurou sistematicamente diferenciar o seu Estado Novo do totalitarismo, criticando o facto de, na Alemanha e na Itália, o Estado "ter em si mesmo, o seu fim e a sua razão de ser." Segundo Samuel Hoare, Embaixador Britânico em Madrid durante a guerra, Salazar era um grande pensador que detestava Hitler e toda a sua obra, dado que o seu estado corporativo era fundamentalmente diferente do estado concebido pelo Nazismo ou o Fascismo.
Segundo o pensamento de Salazar, uma vitória alemã seria um desastre para o estado de direito e para países periféricos, agrícolas, como Portugal. A aversão de Salazar ao regime nazi na Alemanha e suas ambições imperiais foi apenas temperada pela sua visão do Reich Alemão como um baluarte contra a disseminação do comunismo vindo da União Soviética. Salazar tinha favorecido a causa nacionalista espanhola por receio de uma invasão comunista de Portugal, mas estava desconfortável com a perspectiva de um governo espanhol reforçado por fortes laços com as potências do Eixo. A política de neutralidade de Salazar para Portugal na Segunda Guerra Mundial incluía um componente estratégico. O país ainda mantinha territórios ultramarinos que Portugal não podia defender de ataques militares. Qualquer alinhamento com o Eixo teria levado Portugal a entrar em conflito com a Grã-Bretanha, provavelmente resultando na perda de suas colónias. Por outro lado, o alinhamento com a Grã Bretanha colocaria em risco a segurança de Portugal no continente.

## Início da Guerra, Portugal declara neutralidade

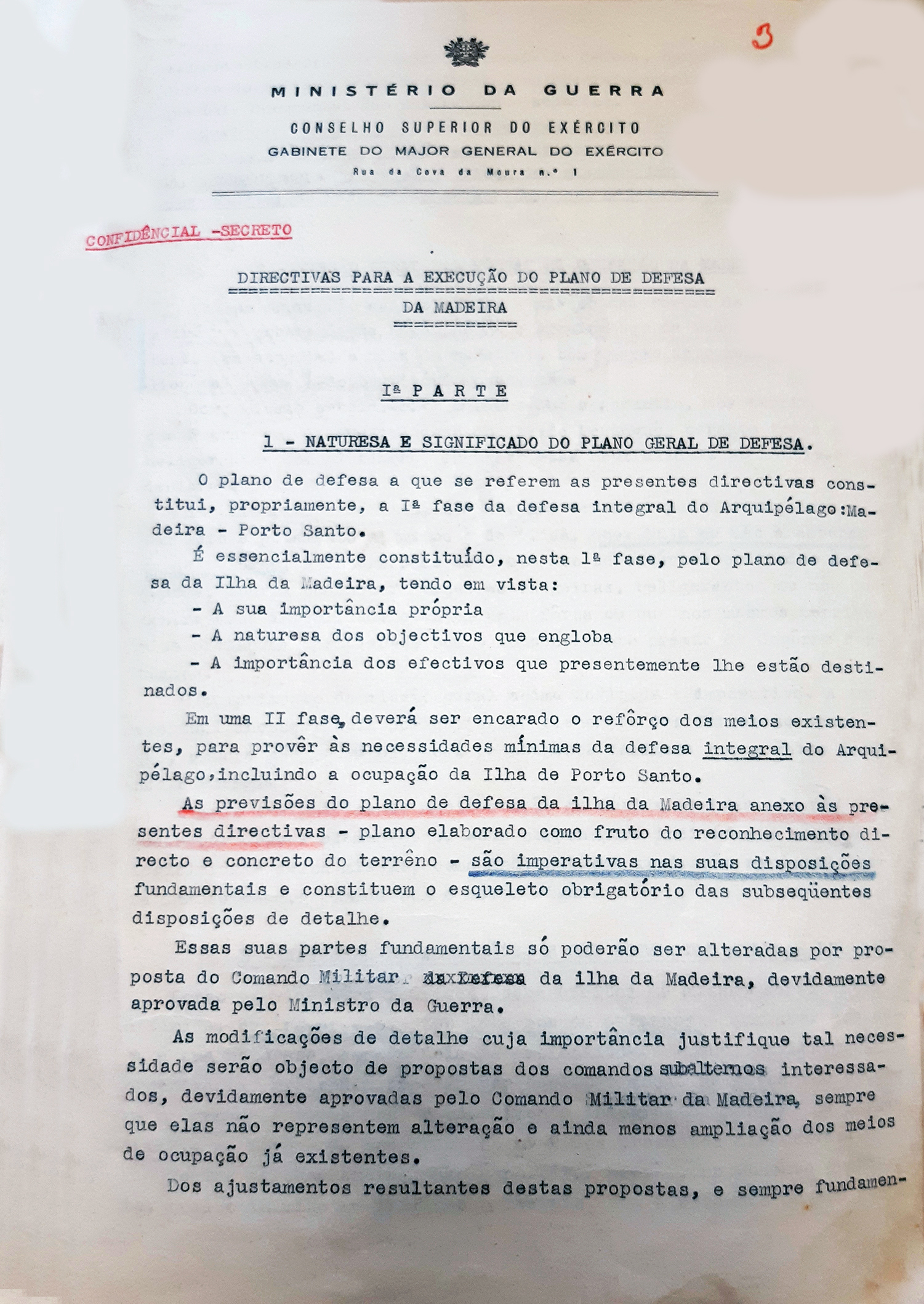
Plano de Defesa da Madeira na Segunda Guerra Mundial.

Em 1 de Setembro de 1939, no início da Segunda Guerra Mundial, o Governo Português anunciou que a Aliança Anglo-Portuguesa de 600 anos permaneceu intacta, mas que desde que os britânicos não procuraram ajuda portuguesa, Portugal ficou livre para permanecer neutro no país. Em um aide-mémoire de 5 de setembro de 1939, o governo britânico confirmou o entendimento.
Um dos pilares da política de neutralidade de Salazar é a criação junto com a Espanha de um bloco Ibérico neutro. Este bloco, começa a ser desenhado ainda antes da guerra, quando a 20 de Setembro de 1938, o Embaixador de Portugal em Espanha, Pedro Teotónio Pereira, preocupado com as simpatias da Espanha Franquista para com a Alemanha e a Itália, envia um telegrama a Salazar sugerindo-lhe que se celebrasse um “Pacto de Não Agressão” com o país vizinho. Após longas negociações, a 17 de Março de 1939, é assinado em Lisboa o Tratado Luso-Espanhol de Amizade e Não Agressão (também denominado "Pacto Ibérico). Mais tarde, em 5 de julho de 1940, após a capitulação da França, e com os tanques alemães nos Pirenéus, e numa altura em que alguns ministros de Franco aventavam a hipótese da Espanha poder vir a entrar na guerra pelo lado do Eixo e ocupar Portugal, Salazar envia instruções para o Embaixador de Portugal em Madrid no sentido de “se poder levar um pouco mais longe o Tratado de Amizade e Não Agressão” com a Espanha. Na sequencia de esforços diplomáticos desenvolvidos por Portugal, a 29 de Julho de 1940, é assinado em Lisboa o Protocolo Adicional ao Tratado de Amizade e Não Agressão entre Portugal e Espanha, reiterando a neutralidade peninsular.
Com este tratado assim reforçado, os dois países que se encontravam ideologicamente em campos opostos, a Espanha como simpatizante da Itália e da Alemanha, e Portugal como simpatizante da Grã Bretanha, conseguem encontrar uma formula de manter a sua neutralidade na guerra. No caso de Portugal o tratado também funcionou como um travão para aqueles que em Espanha aventavam a hipótese de Espanha ocupar Portugal, como era o caso do Ministro dos Assuntos Exteriores Espanhol e cunhado de Franco, Ramón Serrano Suñer.
Este feito de Salazar e do Embaixador Teotónio Pereira na manutenção de um bloco Ibérico neutro é reconhecido pelos aliados e é objecto de copiosos elogios por parte de Carlton Hayes, o historiador e Embaixador Americano em Madrid durante a guerra no seu livro Wartime mission in Spain,1942-1945 e por parte do Embaixador Britânico, Samuel Hoare, no seu livro “Ambassador on a Special Mission”. Em 1940, a Life considerou Salazar como "o maior português desde Henrique o Navegador" e o “melhor ditador de sempre” , um "dirigente benevolente" dum povo que é apresentado como trabalhador e apático, bebendo vinho muito bom e barato noite dentro  enquanto ouve o Fado. Os Britânicos não escondem as suas simpatias pelo regime de Salazar e informam-no que a Universidade de Oxford tinha decidido conferir-lhe o grau de doutor "honoris causa". O historiador Filipe de Meneses comenta que Oxford passou um cheque em branco á máquina de propaganda do regime. Passado pouco tempo, Winston Churchill escreve a Salazar felicitando-o pela sua capacidade de manter Portugal fora da guerra acrescentando que "tal como em muitas outras ocasiões ao longo dos muitos séculos da aliança anglo-portuguesa, os interesses britânicos e portugueses são idênticos nesta questão vital". Em visita a Lisboa o diplomata Britânico, Sir George Rendell, que havia estado em Lisboa durante a primeira guerra mundial, faz um balanço entre o Portugal das duas guerras e afirma que tinha sido bem mais difícil lidar com o Portugal aliado da primeira guerra mundial do que com o Portugal ordeiro e neutro do Professor Salazar.
Em 1941, o Japão invade o Timor Português, e ocupa as ilhas de Lapa, São João e Montanha pertencentes à República da China e divide a administração com o Governo Português de Macau. As ilhas voltariam após o fim da guerra à soberania chinesa. Em Timor ocorrem os únicos combates em que participam forças portuguesas durante a guerra. Apesar de nunca se estabelecer formalmente o estado de guerra entre Portugal e o Japão, militares e voluntários civis portugueses combatem ao lado das tropas australianas e holandesas contra os invasores japoneses. Na Austrália, é inclusive formada a primeira unidade militar paraquedista portuguesa, que é lançada na retaguarda das linhas japonesas, para realizar operações de guerrilha contra os invasores, não sendo de excluir a possibilidade de as relações diplomáticas entre Portugal e o Japão, obrigarem por vezes ao abastecimento de alguns produtos ás tropas japonesas, como medicamentos e correspondência ou material médico, por intermédio da cruz vermelha.
Em novembro de 1943, o embaixador britânico em Lisboa, Sir Ronald Campbell escrevia, parafraseando Salazar, que a "estrita neutralidade era o preço que os aliados pagavam por benefícios estratégicos advindos da neutralidade de Portugal" e que se a neutralidade em vez de ter sido rigorosa tivesse sido mais benevolente a favor da Grã Bretanha, a Espanha inevitavelmente ter-se-ia lançado de corpo e alma nos braços da Alemanha e, se isso tivesse acontecido, a península teria sido ocupada, seguindo-se a ocupação do Norte de África e o curso da guerra. teria sido alterado para a vantagem do Eixo.
A manutenção da neutralidade portuguesa nem sempre foi bem aceite pelas duas partes da contenda, tendo a questão do volfrâmio sido de particular delicadeza. Nos primeiros anos da guerra Salazar estava convencido que caso nao vendesse volfrâmio aos Alemães estes viriam busca-lo pele força e por outro lado Portugal necessitava desesperadamente de importar da Alemanha fertilizantes agrícolas e aço, mercadorias que os aliados não estavam em condições de vender a Portugal. Com o ano de 1944, Londres intensifica as pressões para que Portugal pare de vender à Alemanha o volfrâmio que Portugal também vendia à Grã Bretanha e aos Estados Unidos. Quando a pressão sobre Portugal se torna insustentável e não obstante Salazar ter por "indigno ceder a uma pressão exterior" e considerando uma violação da neutralidade vender volfrâmio apenas a um dos lados beligerantes, Salazar aceita o pedido dos Britânicos em nome da aliança mas por virtude da neutralidade opta pela suspensão das vendas a ambos os lados da contenda, prescindindo assim de uma importante fonte de receita para os cofres do Estado.
Salazar, segundo Kay, não era o tipo de homem para oportunisticamente saltar para lado vencedor e por uma questão de princípio manteve a neutralidade portuguesa até ao ultimo dia da guerra - Hugh Kay observa que  a sua abordagem geral foi tentar atender ambos os lados do conflito em proporções consistentes com a sua alegação de neutralidade. Esta obsessão de Salazar pela estricta neutralidade, leva a que Teixeira de Sampaio, Secretário Geral do Ministério dos Negócios Estrangeiros, seguindo as praxes diplomáticas para falecimentos de chefes de estado com os quais Portugal mantinha relações diplomáticas, após o suicídio de Hitler, mandou colocar as bandeiras portuguesas a meia haste durante 3 dias, único país do mundo que o fez. O luto provocou "uma onda de protestos internacionais e grande escândalo interno", escreve o historiador Fernando Rosas. Passados oito dias do luto nacional, Salazar ordenou que não se fizessem mais referências públicas ao assunto. Contudo, de acordo com a historiadora Irene Pimentel, Salazar não era um "pró-nazi", era mais um "conservador católico" e o seu regime não teve "a componente racista e antissemita".
Na sequencia destes acontecimentos Teixeira de Sampaio apresentou um pedido de demissão a Salazar. Imperturbável Salazar responde-lhe com uma nota curta contendo um provérbio: "hora a hora Deus melhora".
Por forma a manter a neutralidade Portuguesa e poupar Portugal aos horrores da guerra Salazar viu-se obrigado, ao longo da guerra, a envolver-se em aturadas negociações políticas, militares e económicas, o que lhe exigiu um enorme esforço físico, sendo visíveis os sinais de envelhecimento no seu aspecto quando a guerra se aproximou do seu final. 

## Papel dos Açores

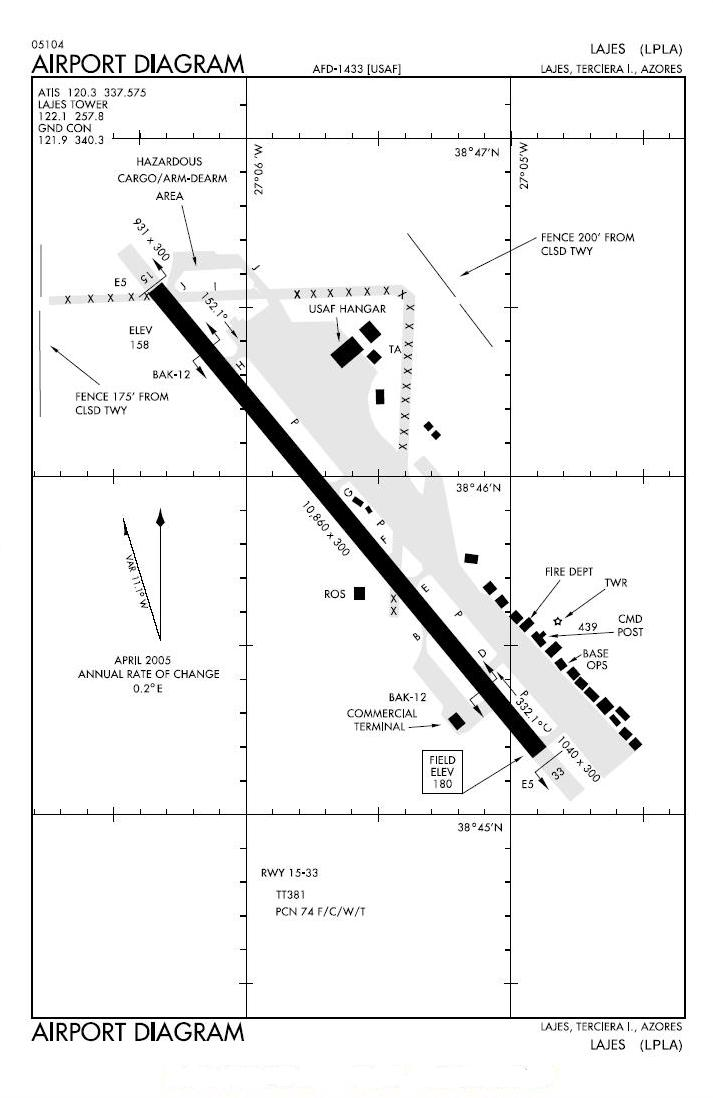
Diagrama da Base Aérea das Lajes

Historicamente as ilhas atlânticas sempre foram geograficamente vitais para o domínio do Oceano Atlântico e com o advento da aviação essa importância aumentou. Perante a possibilidade de uma [[Operação Félix#A invasão de Portugal - Operação Isabella [2][3]|invasão Alemã]] o Governo de Salazar planeia fazer uma retirada estratégica, instalar-se nos Açores e aí garantir a soberania portuguesa. Entre o final de 1940 e Maio de 1941, o Governo Português mobilizou reforços significativos do Continente e, também, das forças locais a fim de aumentar os efetivos de defesa dos Açores. A partir de Maio, Salazar começou a enviar militares em massa para os Açores.
Em 1943 a navegação no Atlântico Central estava ameaçada pelos U-boats alemães, que estavam bem presentes na zona dos Açores e afundavam muitos dos navios Aliados, principalmente os que iam em direção ao Norte de África e a Itália. Na Cimeira de Trident , em maio de 1943, que reuniu em Washington, Roosevelt, Churchill e os chefes militares dos dois países foi decidida a invasão dos Açores.
Com os Açores cada vez mais importantes, o Presidente Roosevelt ordena que seja preparada a Operação Alacrity cujo principal objetivo era a ocupação dos Açores por razões estratégicas. A operação não chega a ser executada porque o embaixador britânico em Lisboa, Ronald Campbell, juntamente com Anthony Eden, convence Churchill e Roosevelt a optarem pela via diplomática. A opção defendida por Ronald Campbell acaba por triunfar. A Inglaterra invoca a Aliança Luso-Britânica e Salazar concede o estabelecimento de bases militares Britânicas (mas não Americanas) nos Açores.
Os Estados Unidos não ficaram satisfeitos com o acordo luso-britânico de 1943, uma vez que este não previa a possibilidade de as forças norte-americanas terem acesso directo à base inglesa. As negociações entre Portugal e os Estados Unidos para a concessão de facilidades nos Açores foram longas e complexas, demorando praticamente um ano a concluir. Inicialmente conduzidas pelo jovem chargé d'affaires em Lisboa, George Kennan o acordo final entre os dois governos seria assinado a 28 de Novembro de 1944 por Salazar e pelo embaixador Henry Norweb. Portugal concedia aos Estados Unidos a utilização sem restrições da base aérea de Santa Maria. Salazar negoceia como contrapartida o fornecimento de armamento (poderia a Alemanha vir a atacar Portugal) e a garantia da restituição da soberania portuguesa a Timor no fim da guerra, (Timor tinha sido invadido pelos aliados neerlandeses e australianos, invocando necessidades defensivas) e posteriormente pelos japoneses. Salazar também conseguiu por parte dos Estados Unidos o compromisso formal de respeitarem a soberania portuguesa em todas as colónias portuguesas.

## Posicionamento relativamente ao Antissemitismo
Salazar sempre se manifestou contra o antissemitismo Nazi. Em 1937, publicou uma compilação de textos (“Como se Levanta um Estado”) onde criticou os fundamentos das leis de Nuremberga e considerou lamentável que o nacionalismo alemão estivesse vincado por características raciais. E em 1938, sai em defesa dos judeus portugueses, dando instruções à embaixada na Alemanha, para que os interesses dos judeus portugueses sejam defendidos com diplomacia mas com muita firmeza.
A política de Salazar desde o início das perseguições aos Judeus na Alemanha foi a de autorizar a sua entrada desde que pudessem deixar o país rapidamente, ou seja, uma política de trânsito para outros países, principalmente os Estados Unidos e o Brasil. Isto não era devido ao facto de eles serem Judeus, mas de serem potenciais motivos de tensão com a Alemanha, que Salazar temia, ou serem agitadores políticos e subversivos. No que toca aos Judeus Portugueses, “a política de imigração selectiva que Portugal aplicou aos judeus não afectou a situação nem o estatuto dos judeus sefarditas ou dos imigrantes asquenazitas da Europa oriental que constituíam a Comunidade Israelita de Lisboa, os judeus que possuíam nacionalidade portuguesa eram tratados de forma igual a todos os outros cidadãos”.
Com o início da guerra, e não obstante a fiscalização e o rigor nas fronteiras serem cada vez mais apertados, todas estas medidas acabariam por falhar amplamente já que, às entradas clandestinas, juntar‐se‐iam a falsificação de documentos e as falsas declarações. Para por cobro aos procedimentos irregulares que, na época, se verificavam em muitas das embaixadas portuguesas; Salazar assina a Circular n.º 14 do MNE, distribuída a 11 de Novembro de 1939, que obrigava os serviços consulares a consultar a PVDE, e o Ministério antes de concederem vistos. Por outro lado, a partir de 1940, os pedidos de vistos dos consulados passariam a ser indeferidos a polacos, apátridas, russos, judeus, checos, “ex-alemães”, a holandeses, a belgas em idade militar, e ainda àqueles que pretendessem trabalhar em Portugal. A Circular 14 afirmava explicitamente que não tinha qualquer intenção de obstruir ou atrasar a concessão de vistos a passageiros em trânsito para outros países, utilizando Lisboa, como ponto de embarque. Ou seja, os consulados ficavam autorizados a conceder com autonomia vistos para Portugal em todos aqueles casos em que o passageiro demonstrasse ter um bilhete de saída do território português bem como um visto de entrada no país de destino.
Esta Circular 14 tem sido muito criticada, sobretudo por aqueles que querem atacar o Estado Novo, mas é justo que se diga que as regras estabelecidas por esta circular eram bem menos restritivas que a de outros países, como é o caso da Suécia, Suíça, Estados Unidos, etc. e Canadá, e o caso mais extremo da Grã Bretanha que logo a seguir à declaração de guerra, cancelou por completo a concessão de vistos, com receio da entrada de inimigos infiltrados. Portugal tal como os outros países tentava proteger-se de entradas indiscriminadas de eventuais agitadores políticos, criminosos, apátridas, etc. Por outro lado, como escreve Avraham Milgram, Portugal, país pobre, não tinha condições de receber hordas de refugiados.
Contrariando as instruções de Salazar, Aristides de Sousa Mendes, cônsul português em Bordéus, concedeu vistos em grandes números, diz-se que a 30 mil, mas segundo Avraham Milgram, historiador da Yad Vashem num estudo publicado em 1999 pelo Shoah Resource Center, da International School for Holocaust Studies, a diferença entre o mito dos 30,000 e a realidade é grande.
O MNE só se dá verdadeiramente conta da desobediência de Sousa Mendes, no dia 20 de Junho, quando é surpreendido por uma nota enviada pela  Embaixada Britânica que se queixa de que o cônsul português está a proceder à passagem de vistos fora do horário de expediente, para poder receber mais emolumentos e que, adicionalmente, estava a exigir uma contribuição indevida para um fundo de caridade. (Não era a primeira vez que Aristides era acusado de estar a exigir, indevidamente, contribuições para fundos de caridade a troco de serviços consulares, tal já havia ocorrido em 1923 quando o cônsul se encontrava em S. Francisco).
A desobediência de Sousa Mendes também incluiu o crime de falsificação de documentos, para o Casal Luxemburguês – Miny, em Maio de 1940, quando o Exercito Francês ainda resistia heroicamente à invasão alemã. Paul Miny está em idade militar e quer fugir da mobilização para o exercito Luxemburguês. Sousa Mendes, conhece a mulher e quer ajuda-la, decide então falsificar os documentos e fazer Paul passar por cidadão português, o que lhe permitirá, iludindo as autoridades fronteiriças francesas, escapar à mobilização Nesta altura Aristides arriscou-se bastante, a falsificação de documentos é um crime grave, punível com a pena de prisão. O facto de Aristides ser funcionário público constituía uma agravante. Mais tarde no processo disciplinar que lhe é movido, a acusação decide desviar o olhar deste incidente, poupando Sousa Mendes a uma condenação certa, considerando-o um caso fora do âmbito das competências do MNE, ou seja, um caso de polícia e justiça.
Em muitos artigos de jornais tem vindo a ser publicado que Sousa Mendes, com 14 filhos para sustentar, foi expulso da carreira e privado da sua reforma, vindo a morrer na miséria. No entanto, em 1940 os 12 filhos, vivos, de Aristides, já eram na sua maioria adultos, apenas 4 ainda eram menores. Destes quatro, três eram legítimos e o quarto a futura Marie-Rose, ainda se encontrava no ventre Andrée Cibial, a amante francesa de Sousa Mendes.
Na verdade, Aristides Sousa Mendes pôde usufruir, até à sua morte em 1954, de um salário completo de Cônsul de 1ª classe, 1,593$30 Escudos mensais, muito acima da média nacional da época o que dificilmente se poderá considerar miséria. Rui Afonso, um dos biógrafos de Aristides, chama-nos mesmo a atenção para o facto de que embora o salário de Aristides não pudesse ser considerado principesco a verdade é que na época correspondia ao triplo do salário de um professor. As provas de que Aristides sempre recebeu o seu salário de cônsul até ao fim dos seus dias, podem ser hoje encontradas online no site do Ministério das Finanças, que disponibiliza o registo de todos os pagamentos feitos a Aristides ao longo de toda a sua carreira. Também nos arquivos de Ordem dos Advogados existe uma carta assinada pelo próprio Sousa Mendes em que ele mesmo refere estar a auferir um "vencimento de aposentação de 1595$30".
Pode assim concluir-se que não foi o Estado Novo a origem das dificuldades financeiras que Sousa Mendes atravessou. Uma explicação para as dificuldades financeiras vividas por Sousa Mendes no final da sua carreira pode ser encontrada no livro do seu biografo José-Alain Fralon. Este jornalista do Le Monde explica que Sousa Mendes nunca soube gerir orçamentos e sempre achou que gerir orçamentos era pouco próprio da sua condição de aristocrata. Sousa Mendes gastava sem olhar a custos, tendo chegado ao ponto de, ainda cônsul, com mais de 10 filhos para sustentar, ter feito obras megalómanas na sua mansão em Cabanas de Viriato. Por outro lado a amante francesa de Sousa Mendes (que o acompanhou desde os tempos de Bordéus até ao fim dos seus dias) era ainda mais perdulária que Sousa Mendes.
O caso de desobediência de Aristides de Sousa Mendes está longe de ser único entre diplomatas e funcionários consulares portugueses. A passagem de vistos em desobediência à Circular 14 foi generalizada, e foi praticada por diplomatas e cônsules portugueses de todos os quadrantes políticos. Tais foram, por exemplo, os casos de Veiga Simões, Embaixador em Berlim, o do Cônsul honorário em Milão, Giuseppe Agenore Magno e do cônsul em Génova, Alfredo Casanova.
Salazar também permitiu que muitas organizações Sionistas de apoio a estes Judeus se estabelecessem e operassem a Portugal.
É impossível calcular com exactidão o número de refugiados que puderam beneficiar da neutralidade e hospitalidade de Portugal. Mas os números são impressionantes. As estimativas vão desde 100,000 até 1 milhão, notável para um país cuja população rondava os 6 milhões. 
Menos mediáticos, mas heróicos, são os casos ocorridos em Budapeste, em 1944, ano da invasão da Hungria pelas tropas alemãs, dois diplomatas portugueses, com a anuência de Salazar, Sampaio Garrido, Ministro Plenipotenciário em Budapeste, sensibilizado com os perigos que os judeus corriam no território húngaro após a invasão alemã, concedeu asilo diplomático a judeus na Embaixada Portuguesa, concedeu passaportes provisórios e vistos colectivos. A Embaixada é entretanto atacada pela Gestapo, e Sampaio Garrido, por precaução, é aconselhado a refugiar-se na Suíça. Assume então as funções Carlos de Lis-Teixeira Branquinho, que correndo perigo de vida continuou a auxiliar refugiados Judeus. Estima-se que Teixeira Branquinho e Sampaio Garrido tenham salvado mais de 1,000 judeus dos campos de extermínio Nazis. Sampaio Garrido e Teixeira Branquinho nunca tiveram a projecção mediática Aristides, provavelmente porque foram apoiados por Salazar e não teriam qualquer utilidade política no ataque ao Estado Novo. Sampaio Garrido recebeu, a título póstumo, a medalha de “Justo entre as Nações” pela sua acção de protecção e salvamento de judeus húngaros. A distinção foi decidida em 2 de Fevereiro de 2010, pelo Yad Vashem - Autoridade Nacional para a Memória dos Mártires e Heróis do Holocausto criada em 1953 pelo Estado de Israel.

## Rescaldo da neutralidade portuguesa
A posição da neutralidade de Portugal e a consequente abertura dos canais diplomáticos e comerciais com ambas as partes beligerantes, a balança comercial portuguesa manteve saldo positivo durante boa parte do conflito, nomeadamente nos anos de 1941, 1942 e 1943. Nestes anos, as exportações ultrapassaram as importações, facto que não se verificava desde dezenas de anos. Esta hábil gestão da neutralidade trouxe-lhe, no final da guerra, os benefícios da paz sem ter de pagar o preço da guerra. Portugal foi uma das poucas zonas de paz num mundo a "ferro e fogo", serviu de refúgio a muitas pessoas de várias proveniências. Um desses refugiados foi o arménio Calouste Gulbenkian, que permaneceu no país tendo legado uma das mais importantes instituições ao serviço da cultura em Portugal. Esta situação económica conseguiu também atenuar os problemas provocados pela Guerra Civil Espanhola (1936–1939) e pela própria Segunda Guerra Mundial, que trouxeram problemas de escassez de géneros (Portugal era deficitário quanto a alimentos) e a inflação que disparou.
Em Portugal, embora alguns apontassem méritos a Salazar no que respeita à reorganização financeira, à restauração económica e à defesa da paz, muitos entenderam que tinha chegado a oportunidade de mudança política.

## Voluntários na Divisão Azul
Não obstante de Portugal ser oficialmente neutro na Segunda Guerra Mundial, cerca de 150-300 voluntários portugueses combateram o comunismo lutando ao lado da Alemanha (eixo) no conflito com a União Soviética. A maioria ingressou como voluntária na Divisão Azul que ingressou no conflito na frente de leste entre 1942-43, sobretudo no Cerco de Leninegrado.Também se alistaram na Divisão Azul voluntários Russos, Franceses, Italianos, Belgas, Argentinos, Cubanos, etc.
O último português dos combatentes na Divisão Azul a ser repatriado foi José Alberto Rodrigues Esteves, capturado durante a Batalha de Estalingrado, repatriado em 1954, num acordo entre a Cruz Vermelha e a União Soviética.